# I. Pierre d’Alençon
I. Pierre d'Alençon (valahol a Szentföldön, 1251 – Salerno, 1284. április 6.) Alençon, Blois és Chartres grófja, Guise hűbérura, IX. (Szent) Lajos francia király és Provence-i Margit fia volt.
A VII. keresztes hadjárat során született, de már azután, hogy a fogságból kiváltott lovagsereg és koronás atyja elhagyta Egyiptomot, hogy a Jeruzsálemi Királyság helyzetét rendezze. 1254-es hazatérésüktől kezdve Párizsban élt, amíg 1269-ben apanázsul megkapta Alençon grófságát. 1270-ben részt vett a tuniszi VIII. keresztes hadjáraton, ahol mind atyja, mind fivére, Jean Tristan de Valois odaveszett vérhasban.
Hazatérése után Pierre 1272-ben feleségül vette Jeanne de Blois-Châtillont, Blois, Chartres és Guise birtokosát. Két fiuk született, de mindketten fiatalon haltak meg:
- Louis (1276 – 1277)
- Philippe (1278 – 1279)

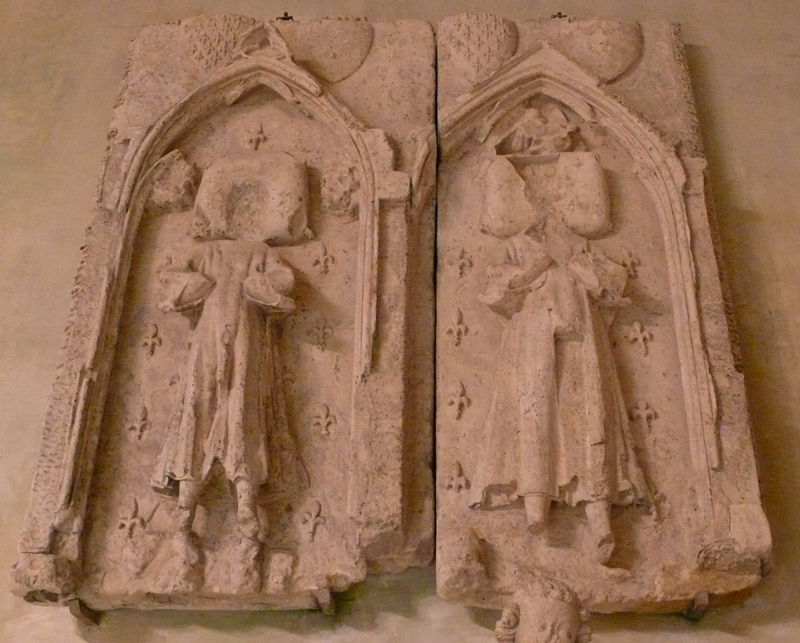
Pierre d’Alençon fiai alakjai

Pierre az 1282-es szicíliai vecsernye után Itáliába ment, hogy segítse nagybátyját, a szigetről elűzött Anjou Károlyt az aragónok és más ellenfelei ellen. Az Appennini-félszigeten, Salerno városában érte a halál.
Birtokai közül Alençon visszaszállt a koronára. Özvegye 1292-ben halt meg, és nem ment újra férjhez. Jeanne élete végén Chartres-ot eladta IV. (Szép) Fülöpnek, míg Blois-t és Guise-t unokafivére, II. Hugó, Blois grófja örökölte.

Pierre d'Alençon címere 1270 előtt

1270-ben, Jean Tristan de Valois halála után öccse átvette annak címerét